# Radio Vida Nueva AM
Radio Vida Nueva es una estación radial chilena ubicada en el 600 kHz del dial AM (antes en el 133 AM), en Santiago de Chile. Inició sus transmisiones en el mes de agosto de 2009 en reemplazo de la señal AM de la estación radial Romance. Su director es en el pastor Pedro Rodríguez y su directora de programación, Jocelyn Rodríguez.
Meses después, Radio Vida Nueva comienza a ocupar la frecuencia 600 AM.
La radioemisora tiene una línea musical dirigida al público de creencia religiosa evangélica, con programación en vivo de lunes a viernes, con destacados comunicadores y pastores que comunican la palabra de Dios, a través de la emisora radial.
La señal es difundida a nivel regional en la frecuencia 600 AM y a través de su señal en línea en la página web vidanuevaencristojesus.cl, con programación desde las 7 de la mañana, hasta las 1 de la mañana (GMT -4).
Cada mes lanza una Radiomaratón, para así poder recolectar fondos y ayudar a la continuidad de dicha estación radial.

## Controversias
El día miércoles 6 de enero de 2010; después del programa Un nuevo día ha comenzado, que se transmite en dicha emisora, por decisión del director de la radio; el pastor Pedro Rodríguez, se dejará de emitir este programa dirigido por el Pastor evangélico Juan Marcos. Las razones fueron haber opinado sobre lo dicho a la prensa por el Obispo evangélico Emiliano Soto, presidente de la mesa ampliada; al decir que el Pueblo Evangélico en Chile apoyaría la candidatura del candidato demócratacristiano Eduardo Frei. Y por mencionar la respuesta que envió el obispo Hedito Espinoza, el cual encontró fuera de lugar estos dichos de parte del obispo Emiliano Soto.
A esto se sumaron las declaraciones del obispo de la catedral Evangélica, reverendo Eduardo Durán, al rechazar enérgicamente la posición del obispo Emiliano Soto.
Al terminar el espacio radial, el día 6 de enero, le comunicaron a través del teléfono que ya no podía continuar en Vida Nueva AM, porque lo comentado por el pastor Juan Marcos, perjudicaba a algunos pastores amigos del director de la emisora.
El director de Radio Vida Nueva censuró a Marcos, por comentar esta situación por la señal radial en el espacio Un nuevo día ha comenzado, dirigido por quien también es el socio de la emisora.
Según el pastor Juan Marcos, esta decisión de parte del director de la radio fue totalmente arbitraria, y de esta manera perjudicial al ministerio evangélico 1º Centro Familiar Cristiano, vulnerando los derechos de todo ciudadano chileno, al censurar la libre expresión.
Paralelo a los comentarios del pastor Juan Marcos, con media hora de diferencia, en Radio Armonía y a través de un contacto telefónico desde México, el conferencista-pastor David Hormachea estaba opinando prácticamente lo mismo que el pastor Juan Marcos hacía a través de Radio Vida Nueva AM.
Este escándalo, causó revuelo en los auditores del programa `Un nuevo día ha comenzado`, quienes no dejaron de llamar a la emisora en son de protesta por la salida del aire de dicho programa.

## Historial de frecuencia
1330 AM
- Radio Metropolitana, diciembre de 1989-julio de 2003
- Radio Nina, agosto de 2003-29 de diciembre de 2006
- Cariño FM, 1 de marzo de 2007-31 de diciembre de 2007
- La Perla del Dial, 1 de enero de 2008-31 de septiembre de 2008
- La Mexicana Radio, 1 de octubre de 2008-30 de abril de 2009
- Romance, Baladas y Boleros, 1 de mayo de 2009-7 de agosto de 2009
- Radio Vida Nueva AM, agosto de 2009-enero de 2010
- La Mexicana Radio, febrero de 2010-30 de abril de 2012
- Radio Volver, junio de 2012-febrero de 2018
- Radio Romance, febrero de 2018-presente

600 AM
- CB-60 Radio Gigante, 1 de julio de 1988-octubre de 1989
- CB-60 Radio Monumental, octubre de 1989-agosto de 2009